# Keepsake
I Keepsake sono stati un gruppo musicale statunitense formatosi nel 1996 a Coral Springs, Florida, e scioltosi nel 2003.

## Formazione

### Ultima
- Shane Halpern – voce, chitarra, sintetizzatore (1996-2003)
- Rob Yapkowitz – chitarra (2001-2003)
- Jesse Kriz – batteria, percussioni, cori (2001-2003)

### Ex componenti
- Paul Geller – chitarra, basso, voce secondaria (1996-2002)
- Trevor Short – basso (1996-1997)
- Colby Hooper – batteria, percussioni (1998-2000)
- Dan Mazin – basso (1998-2000)

## Discografia

### Album in studio
- 1998 – The Things I Would Say
- 2001 – The End of Sound
- 2003 – Black Dress in a B Movie

### EP
- 2000 – She Hums Like a Radio